# Chovanščino
Chovanščino è un centro abitato della Russia.